# Andrew Hoy
Andrew James Hoy (Culcairn, 8 februari 1959) is een Australisch ruiter gespecialiseerd in eventing.  Hoy was driemaal onderdeel van de Australische eventingploeg die olympisch goud won. Individueel behaalde hij eenmaal een zilveren olympische medaille tijdens zijn zeven olympische optredens. Hoy was getrouwd met de Duitse amazone Bettina Hoy.

## Resultaten
- Olympische Zomerspelen 1984 in Los Angeles 15e individueel eventing met Davey
- Olympische Zomerspelen 1984 in Los Angeles 5e landenwedstrijd eventing met Davey
- wereldkampioenschappen 1986 in Gawler  landenwedstrijd eventing
- Olympische Zomerspelen 1988 in Seoel 8e individueel eventing met Kiwi
- Olympische Zomerspelen 1988 in Seoel 5e landenwedstrijd eventing met Kiwi
- Olympische Zomerspelen 1992 in Barcelona 5e individueel eventing met Kiwi
- Olympische Zomerspelen 1992 in Barcelona  landenwedstrijd eventing met Kiwi
- Olympische Zomerspelen 1996 in Atlanta 11e individueel eventing met Gershwin
- Olympische Zomerspelen 1996 in Atlanta  landenwedstrijd eventing met Gershwin
- Olympische Zomerspelen 2000 in Sydney  individueel eventing met Swizzle In
- Olympische Zomerspelen 2000 in Sydney  landenwedstrijd eventing met Swizzle In
- Olympische Zomerspelen 2004 in Athene 6e landenwedstrijd eventing met Mr Pracatan
- Wereldruiterspelen 2006 in Aken  landenwedstrijd eventing met Master Monarch
- Olympische Zomerspelen 2012 in Londen 13e individueel eventing met Rutherglen
- Olympische Zomerspelen 2012 in Londen 6e landenwedstrijd eventing met Rutherglen
- Olympische Zomerspelen 2020 in Tokio  individueel eventing met Vassily de Lassos
- Olympische Zomerspelen 2020 in Tokio  landenwedstrijd eventing met Vassily de Lassos

1912: Nordlander, Adlercreutz, Casparsson,  Horn af Åminne ·
1920: Mörner, Lundström, von Braun,  Dyrsch ·
1924: Van der Voort van Zijp, Pahud de Mortanges, De Kruijff,  Colenbrander ·
1928: Pahud de Mortanges, De Kruijff, Van der Voort van Zijp ·
1932: Thomson, Chamberlin, Argo ·
1936: Stubbendorf, Lippert, von Wangenheim ·
1948: Henry, Anderson, Thomson ·
1952: von Blixen-Finecke, Stahre, Frölén ·
1956: Weldon, Rook, Hill ·
1960: Morgan, Lavis, Roycroft ·
1964: Checcoli, Angioni, Ravano ·
1968: Allhusen, Meade, Jones ·
1972: Meade, Gordon-Watson, Parker, Phillips ·
1976: Coffin, Plumb, Davidson, Tauskey ·
1980: Blinov, Salnikov, Volkov, Rogosjin ·
1984: Plumb, Stives, Fleischmann, Davidson ·
1988: Erhorn, Baumann, Kaspareit, Ehrenbrink ·
1992: Green, Rolton, Hoy, Ryan ·
1996: Schaeffer, Rolton, Hoy, Dutton ·
2000: Dutton, Hoy, Tinney, Ryan ·
2004: Boiteau, Lyard, Courrèges, Teulère, Touzaint ·
2008: Thomsen, Ostholt, Dibowski, Klimke, Romeike ·
2012: Auffarth, Jung, Klimke, Schrade, Thomsen ·
2016: Laghouag, Lemoine, Nicolas, Vallette ·
2020: Collett, McEwen, Townend ·
2024: Canter, Collett, McEwen